# Jugendstrafanstalt

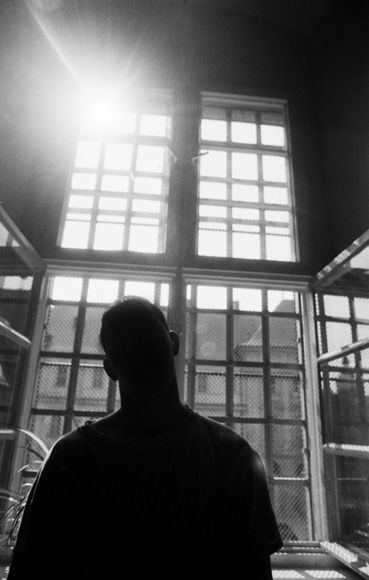
Jugendlicher Inhaftierter in der JVA Ebrach (1995)

Eine Jugendstrafanstalt, im allgemeinen Sprachgebrauch auch Jugendgefängnis genannt, ist eine Justizvollzugsanstalt, in der Jugendliche und heranwachsende Straftäter bis zum 24. Lebensjahr (§ 114 Jugendgerichtsgesetz) einsitzen. Zusätzlich gibt es in Erwachsenenanstalten spezielle Abteilungen für Jugendliche, die zumeist dem Vollzug der Untersuchungshaft dienen; für weibliche jugendliche Gefangene bestehen aufgrund ihrer geringen Anzahl zumeist keine gesonderten Jugendvollzugsanstalten.

## Differenzierung
Anders als bei einer Freiheitsstrafe wird bei der Verbüßung einer Jugendstrafe in einer Jugendstrafanstalt großer Wert auf die Ausbildung und die Unterstützung der Gefangenen gelegt. Der Erziehungsgedanke soll Vorrang vor der Strafe haben, da Jugendliche im Normalfall durch erzieherische Maßnahmen noch beeinflusst werden können.
Unterschieden wird in geschlossener Vollzug, offener Vollzug und Jugendstrafvollzug in freien Formen (z. B. im Seehaus Leonberg oder Seehaus Leipzig) oder im Projekt Chance.
Ausnahmsweise kann ein Heranwachsender, der mit den Maßnahmen des Jugendstrafvollzugs nicht mehr erreicht werden kann und auf seine Mitgefangenen destruktiven Einfluss ausübt, aus dem Jugendvollzug ausgenommen und in eine Erwachsenenanstalt verlegt werden.

## Geschichte
Bereits das Reichsstrafgesetzbuch von 1871 kannte eine Vorschrift zur Trennung von Jugendlichen und Erwachsenen in Gefängnissen, die jedoch in der Praxis nicht zur Anwendung gelangte. Die Anfänge der ersten eigenständigen Jugendstrafanstalt in Preußen im späten Kaiserreich liegen in Wittlich. Das Jugendgefängnis Wittlich wurde 1912 in Dienst gestellt und nach anglo-amerikanischen Vorstellungen des damals als progressiv geltenden Stufenstrafvollzugs (mit allmählichen Vollzugslockerungen) organisiert. Untergebracht wurden in der Anstalt ausschließlich männliche Straftäter im Alter von 18 bis 21 Jahren, die eine mindestens einjährige Freiheitsstrafe zu verbüßen hatten. Häftlinge im Alter von 12 bis 18 wurden erstaunlicherweise im benachbarten Männergefängnis eingesperrt. Trotz dieses Umstandes galt das Jugendgefängnis Wittlich bis in die Zeit der Weimarer Republik als Modellbeispiel des erzieherisch organisierten Jugendstrafvollzugs in Preußen.

## Behandlungsvollzug
Das Vollzugsziel ist die Resozialisierung. Die erzieherische Beeinflussung erfolgt im Wesentlichen durch sozialpädagogische und psychotherapeutische Maßnahmen. Das Erziehungsprogramm soll es den Insassen ermöglichen, in Zukunft ein straf- und drogenfreies Leben zu führen. In der Regel werden die Straftäter dazu in Wohngruppen betreut.

## Gesetzeslage
Das Bundesverfassungsgericht beanstandete allerdings im Jahre 2006 die mangelnde Rechtsgrundlage für den Jugendstrafvollzug. Die bisherige ledigliche Stützung auf die Strafprozessordnung und das Jugendgerichtsgesetz sowie auf das Strafvollzugsgesetz reiche nach Ansicht des höchsten deutschen Gerichtes eben wegen des besonderen Erziehungsauftrages des Jugendstrafvollzuges sowie der besonderen Lebenssituation Heranwachsender nicht aus.
Für das Bundesland Nordrhein-Westfalen gilt seit dem 1. Januar 2008 ein eigenes Jugendstrafvollzugsgesetz.
Es ersetzt damit alle bisherigen Übergangsvorschriften. Inhaltlich basiert es auf dem Strafvollzugsgesetz, ist jedoch auf die besonderen Anforderungen des Jugendvollzuges angepasst.

## Alltag
Der Alltag in einer Jugendstrafanstalt kann typischerweise wie folgt ablaufen: um 6:45 Uhr werden die Jugendlichen geweckt, um 7:30 Uhr ist Arbeitsbeginn. Gegen 11:20 Uhr wird das Mittagessen serviert, um 15:15 Uhr ist Arbeiterfreistunde und um 17:00 Uhr wird das Abendbrot serviert. Danach erfolgt der Zelleneinschluss bis zum nächsten Morgen. Auch Hofgang und Trainingsräume stehen zur Verfügung. Etwa die Hälfte aller Insassen haben innerhalb eines Monats körperliche Gewalt erlebt.